# Sidonie la Tigresse
Pour les articles homonymes, voir Sidonie.
Sidonie la Tigresse, de son nom civil Konan N'Dri Sidonie, est une artiste tradi-moderne ivoirienne née le 21 novembre 1957 à N'Gbessou, un village  de Yamoussoukro. Elle chante en langue baoulé.

## Biographie
Originaire de N'Gbessou, un petit village de Yamoussoukro (Côte d'Ivoire), Sidonie la Tigresse y a passé le plus clair de sa tendre enfance d'où son enracinement dans la tradition Baoulé. Très tôt elle intègre le groupe des jeunes filles qui tous les soirs au clair de lune, chantent et dansent.
Elle se révèle au grand public dans les années 1990 avec son titre à succès Jalousie'. Elle fait le tour du grand V Baoulé (peuple Baoulé) au soir de sa carrière, Sidonie intéressera les producteurs de musique et fit sa première œuvre discographique en 1997.
Le 25 décembre 2016, Sidonie la Tigresse fête ses 20 ans de carrière,.

## Discographie
- 1997 : Jalousie

## Distinctions
- Commandeur de l'ordre du Mérite Ivoirien[6].